# Residenzmuseum

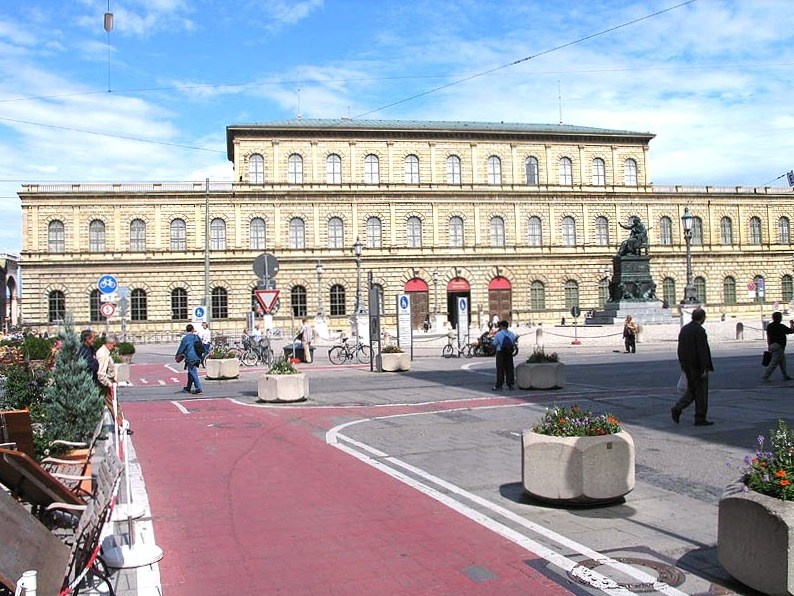
Königsbau v Královské rezidenci Mnichov

Residenzmuseum je souhrnný název prostor Královské rezidence Mnichov, které jsou otevřeny návštěvníkům a to již od roku 1920. Přístup je přes budovu Königsbau.

## Historie
Již v době Ludwiga I. (vládl v letech 1825-1848) mohl zájemce po předchozí domluvě navštívit prostory královské budovy Königsbau (pokud královský pár nebyl v rezidenci). Tím chtěl král svým podřízeným přiblížit představu o královském bydlení. Za prince Regenta Luitpolda (vládl v letech 1886-1912) již bylo možné navštívit všechny nepoužívané části rezidence i starou klenotnici (Alte Schatzkammer) a v roce 1897 se objevil první průvodce rezidencí v Mnichově.
Po revoluci v roce 1918 a po skončení monarchie v Bavorsku přešly zámky s apanáží do majetku Svobodného státu Bavorsko. Mezi nimi se nacházela i Královská rezidence Mnichov. Ta byla veřejnosti od roku 1920 postupně zpřístupňována. V roce 1937 bylo v rezidenci 157 očíslovaných prohlídkových prostor, které byly přístupné ve dvou průvodcovských trasách. Muzeum v Královské rezidenci bylo až do zničení ve druhé světové válce největším muzeem prostorového umění na světě.
Za války byly velké části mobiliáře a také část obkladu stěn uloženy jinde. To později umožnilo obnovit části zničené v letech 1944 a 1945. Od roku 1945 byla, pod vedením švýcarského architekta Tino Walze a vedoucího stavebního odboru Bavorské správy zámků architekta Rudolfa Esterera, snaha bezpečně zajistit zachované části prizorním zastřešením a získat pro rekonstrukci rezidence i obyvatelstvo. S nástupem ekonomického zázraku na začátku 50. let pak mohl architekt Otto Meitinger rekonstrukci zahájit. Muzeum v Královské rezidenci bylo znovu otevřeno k osmistému výročí města Mnichov roce 1958. Bylo však ještě zapotřebí dalších sedmi stavebních etap, než mohlo být muzeum po 45 letech zcela dokončeno.

## Současnost
S přibližně 570 000 m3 obestavěného prostoru patří největší německý komplex městských paláců k nejdůležitějším kulturním zařízením v Bavorsku a je to také jedno z největších muzeí prostorového umění v Evropě. Nachází se v něm více než 100 000 uměleckých děl. Správu muzea, jakož i celé Královské rezidence provádí Bavorská správa státních zámků, zahrad a jezer. V muzeu je více než 130 prohlídkových prostor. Audioprůvodce se nabízí v šesti jazycích. Přístup do muzea a klenotnice (Schatzkammer) je přes budovu Königsbau a z nádvoří Königsbauhof u křídla budovy Grüne Galerie. Dvoupodlažní vstupní fasáda budovy Grüne Galerie se sedmi obloukovými okny na nádvoří Königsbauhof je mistrovským dílem Cuvilliése z roku 1730.

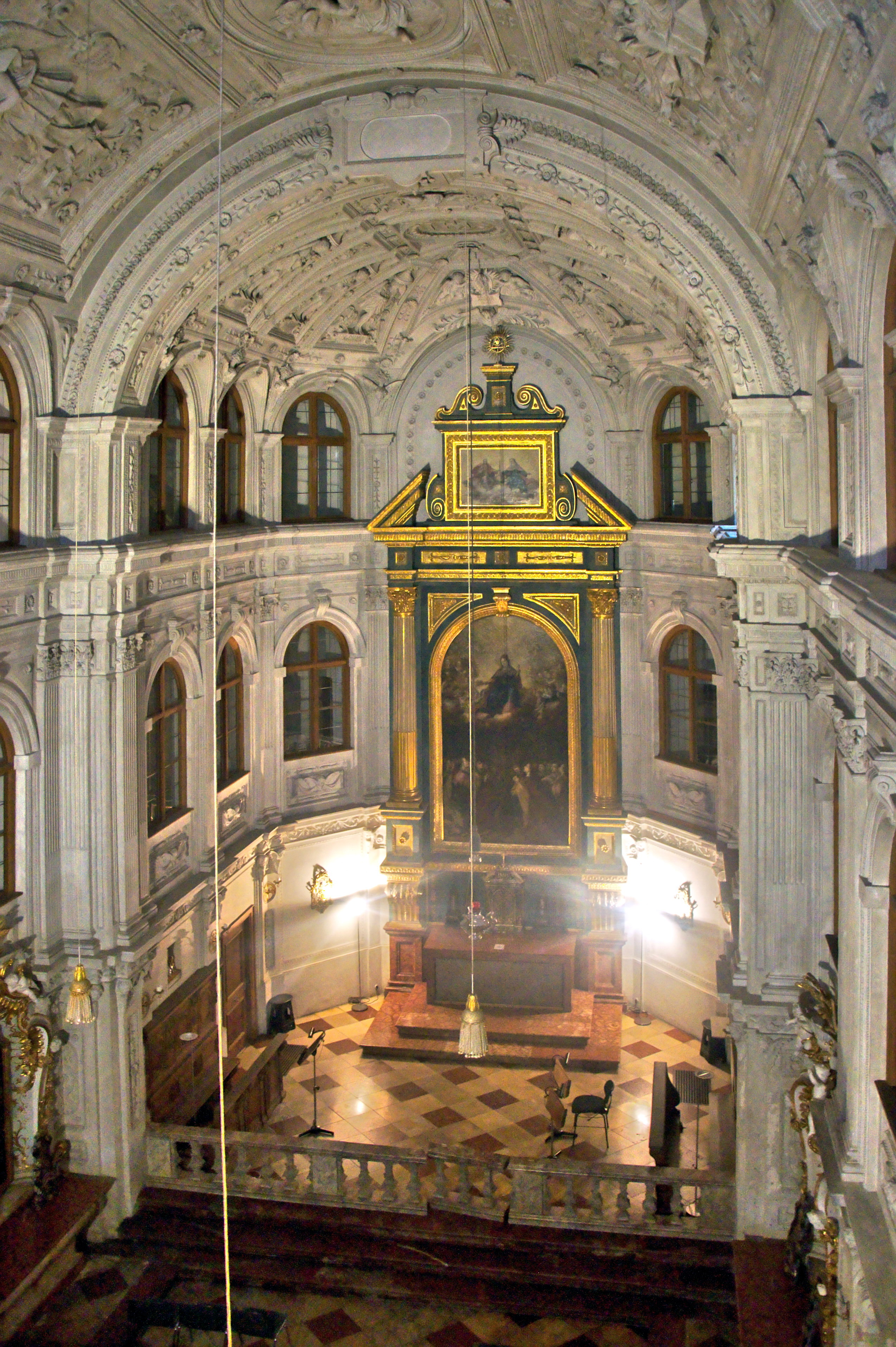
Dvorní kaple

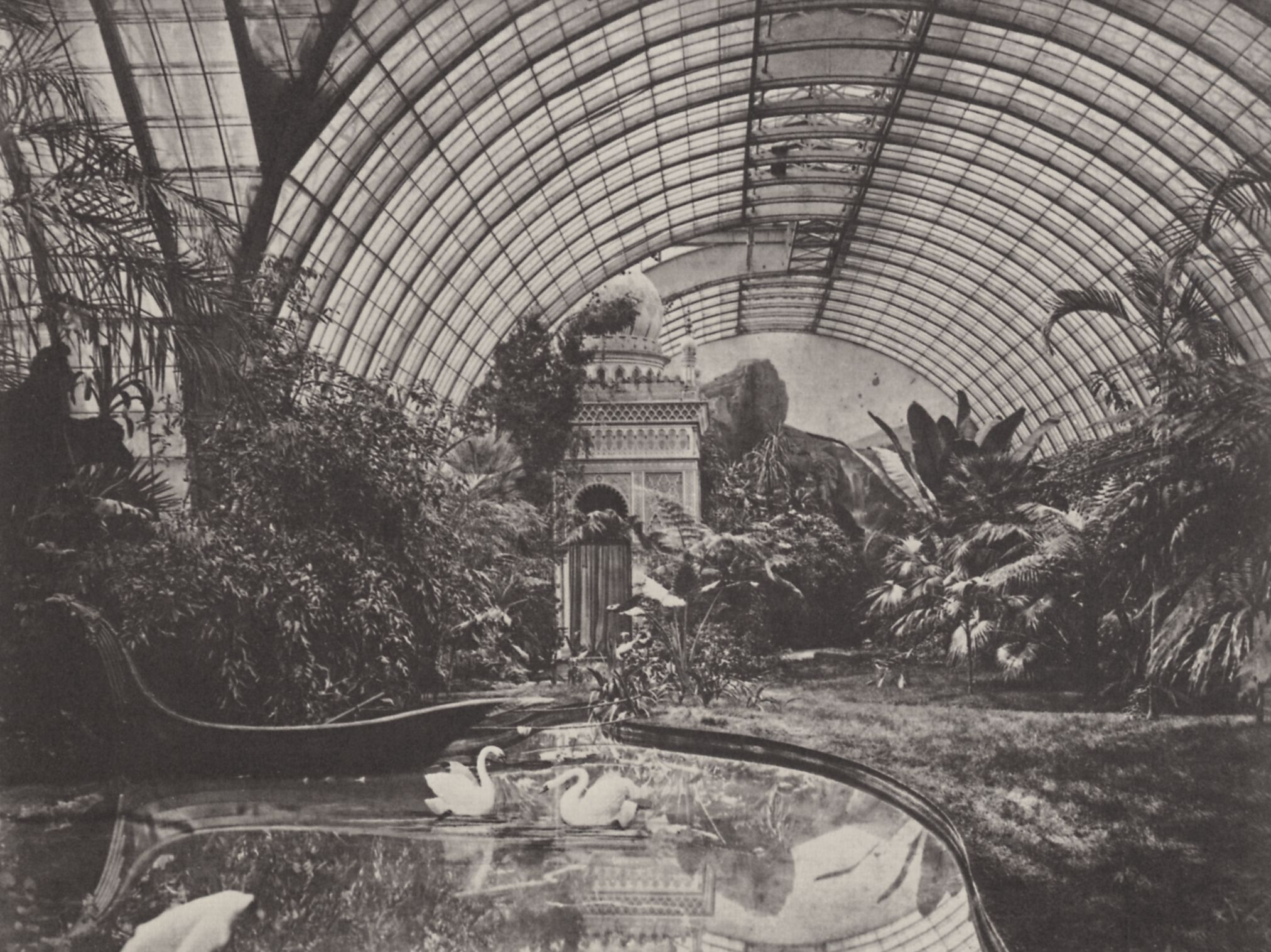
Zaniklá zimní zahrada Ludvíka II.

Prohlídkové prostory ukazují obývací a společenské místnosti ze tří staletí, jakož i řadu místností se sbírkami ze stříbra a z porcelánu. Také s relikviemi a paramenty. Taneční sály, velkolepé místnosti nebo dvorní kaple bavorských vládců umožňují návštěvníkům nahlédnout do historických místností z různých dob s významnými exponáty ze sbírek Wittelsbachů. Jsou to například miniatury, obrazy, antické sochy, bronzové plastiky, tapiserie, nábytek, hodiny, svícny a lustry. Je zde také uložena Falcká neboli Česká koruna, původně svatební koruna anglické královny Anny České a zároveň nejstarší dochovaná anglická koruna. Kromě antikquaria, staré dvorní kaple a četných nádherných sálů, nazývaných císařské pokoje (Kaiserzimmer), je třeba vyzdvihnout také nádherné pokoje a reprezentativní prostory Ludvíka I. Významné jsou též porcelánové sbírky, které zahrnují nejen exponáty z celé Evropy ale i z východní Asie a také kabinet miniatur, kde se nachází 129 miniaturních obrazů. Sbírka miniatur s dalšími exponáty je jednou z mezinárodně nejnáročnějších kolekcí tohoto typu a zahrnuje širokou škálu miniatur od 16. do 19. století. K dispozici je také komora s relikviemi a stříbrná komora (Silberkammer). Je to jedna z nejrozsáhlejších knížecích sbírek stříbra, která v Evropě dosud existuje. Ještě dnes obsahuje asi 4000 exponátů. Výstava v rytířském sále Sankt Georgsrittersaal svými obrazy připomíná zaniklé zimní zahrady bavorských králů Maxe II. a Ludvíka II.

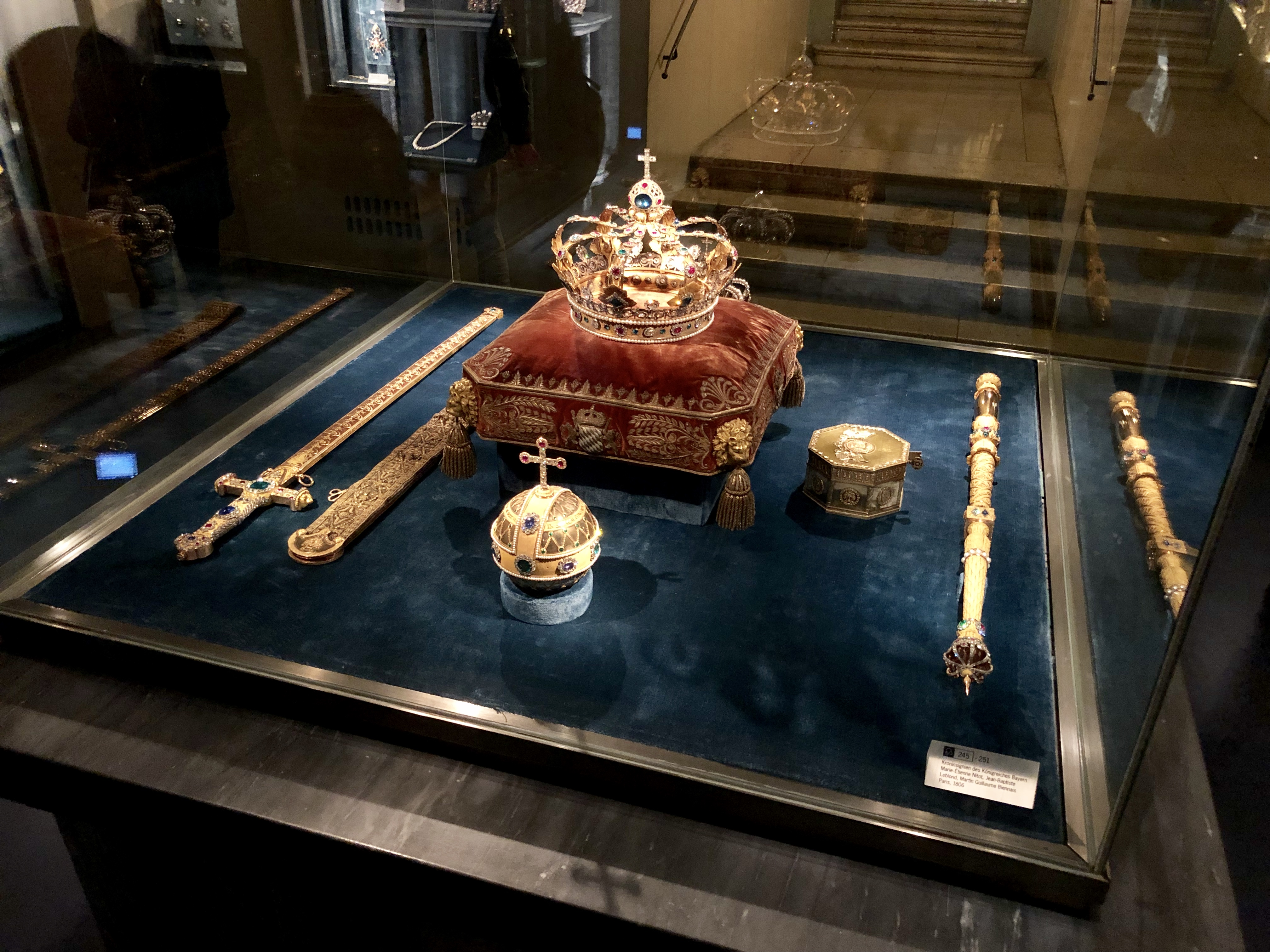
Korunovační klenoty

Klenotnici (Schatzkammer) v královské budově (Königsbau) a sbírku mincí (Münzsammlung) lze prohlížet samostatně. Také prostory kolem haly Vierschäftesaal s bronzovými exponáty jsou přístupné samostatně. S bronzovými sochami z konce 16. a počátku 17. století, vystavenými v přízemí západního křídla budovy slavnostních sálů (Festsaalbau) je (po odstěhování egyptské státní sbírky bronzových plastik) muzeum v Královské rezidenci jeden z nejbohatších fondů evropského bronzového umění z doby manýrismu a raného baroka.
Herkulův sál, na jehož místě se dříve nacházela za války zničená impozantní Velká trůnní síň (Großer Thronsaal) a také sousední sály v budově slavnostních sálů (Festsaalbau) nejsou od konce války součástí muzea.

## Významné prostory
- Antiquarium je nejstarší dochovaný prostor rezidence v Mnichově (1568–1571) a zároveň jeden z největších a nejkrásnějších renesančních sálů na sever od Alp.
- Grottenhof je Jedno z mnoha nádvoří,do kterého je možno vstoupit pouze při návštěvě muzea. Vzniklo v návaznosti na antiquarium v letech 1581 až 1589 jako zahradní dvůr s fontánou. Grottenhof spolu s Grottenhalle je v Německu hlavní dílo z období manýrismu.
- Schwarzer Saal. Byl postaven v roce 1590 a sousedí jihovýchodně s antiquariem.
- Reiche Kapelle: Kaple, vysvěcená v roce 1607, byla soukromou modlitebnou kurfiřtů.
- Steinzimmer je bývalá císařská místnost. Císařské pokoje (Kaiserzimmer) byly postupně pořizované od roku 1611. V 17. století to byla největší a nejdůležitější postupná přestavba rezidence. Závěsy, protkané zlatými nitěmi, navrhl dvorní malíř Peter Candid
- Trierzimmer je únikový prostor z let 1612–1616, pojmenovaný po Clemensu Wenzeslaus ze Saska. Byl to kurfiřt a arcibiskup z Trevíru (Trier), který zde často pobýval..
- Císařský sál (Kaisersaal), císařské schody (Kaisertreppe) a sál Vierschimmelsaal mají svůj původ v raném baroku a vznikly současně s místnostmi Steinzimmern..
- Dvorní kaple (Hofkapelle) je dvoupodlažní kaple, postavená před rokem 1630.
- Papežské pokoje (Päpstlichen Zimmer). V roce 1666/67 nechala kurfiřtka Henriette Adelaide tento apartmán přeměnit ve stylu turínského pozdního baroka. K přejmenování došlo po návštěvě papeže v 18. století.
- Galerie předků (Ahnengalerie) a kabinet s porcelánem (Porzellankabinett) V roce 1726 je zřídil dvorní architekt Joseph Effner.
- Reichen Zimmer je mimořádně velkolepá řada pokojů z doby od 1730 do 1733/37, vytvořená podle plánů dvorního architekta François de Cuvilliése staršího, s krásnou ložnicí (Paradeschlafzimmer) a kabinetem miniatur (Miniaturenkabinett).
- Grüne Galerie je součástí pokojů Reichen Zimmer. Má bohatě zdobený interiér štukovými a vyřezávanými prvky.
- Poloje kutfiřtů (Kurfürstenzimmer):Skupina pokojů, kterou v rokokovém stylu od roku 1746 vybudoval dvorní stavitel Bavorského kurfiřtství Johann Baptist Gunetzrhainer.
- Charlottenzimmer. V těchto místnostech si od roku 1814 v empírovém stylu zařídila své bydlení princezna Charlotte Auguste.
- Sály Nibelungů (Nibelungensäle) vznikly v roce 1828 v královské budově Königsbau a mají významnou nazarénskou monumentální malbu.
- Apartmány královského páru. S královskou budovou Königsbau vznikly také klasicistické apartmány pro krále a královnu.

## Galerie

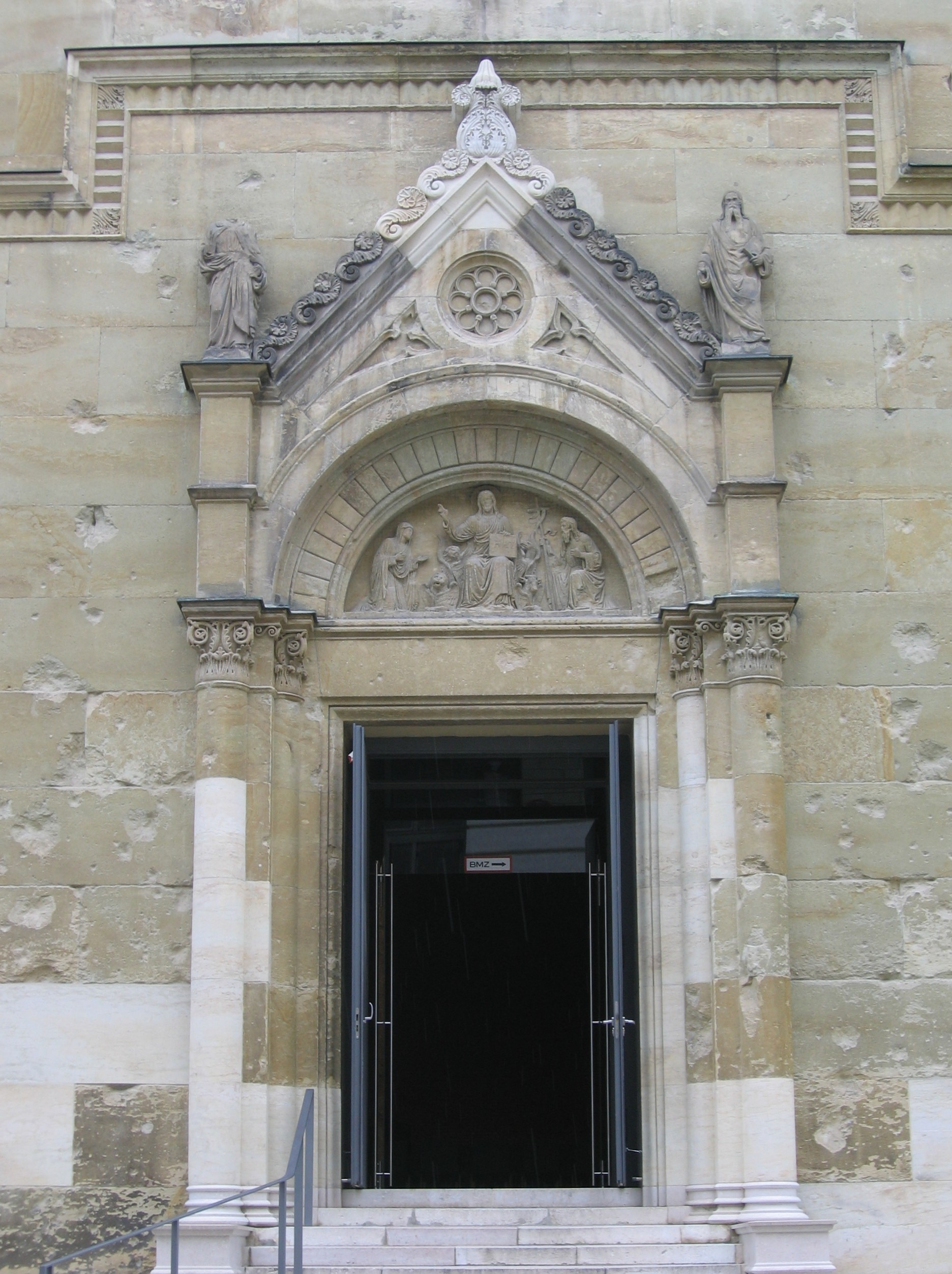
Vstupní portál

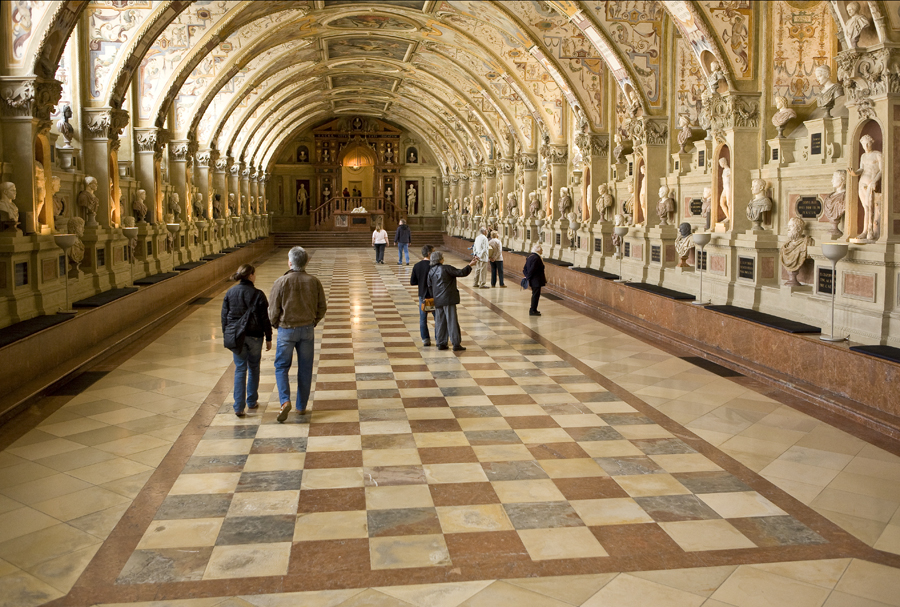
Antiquarium
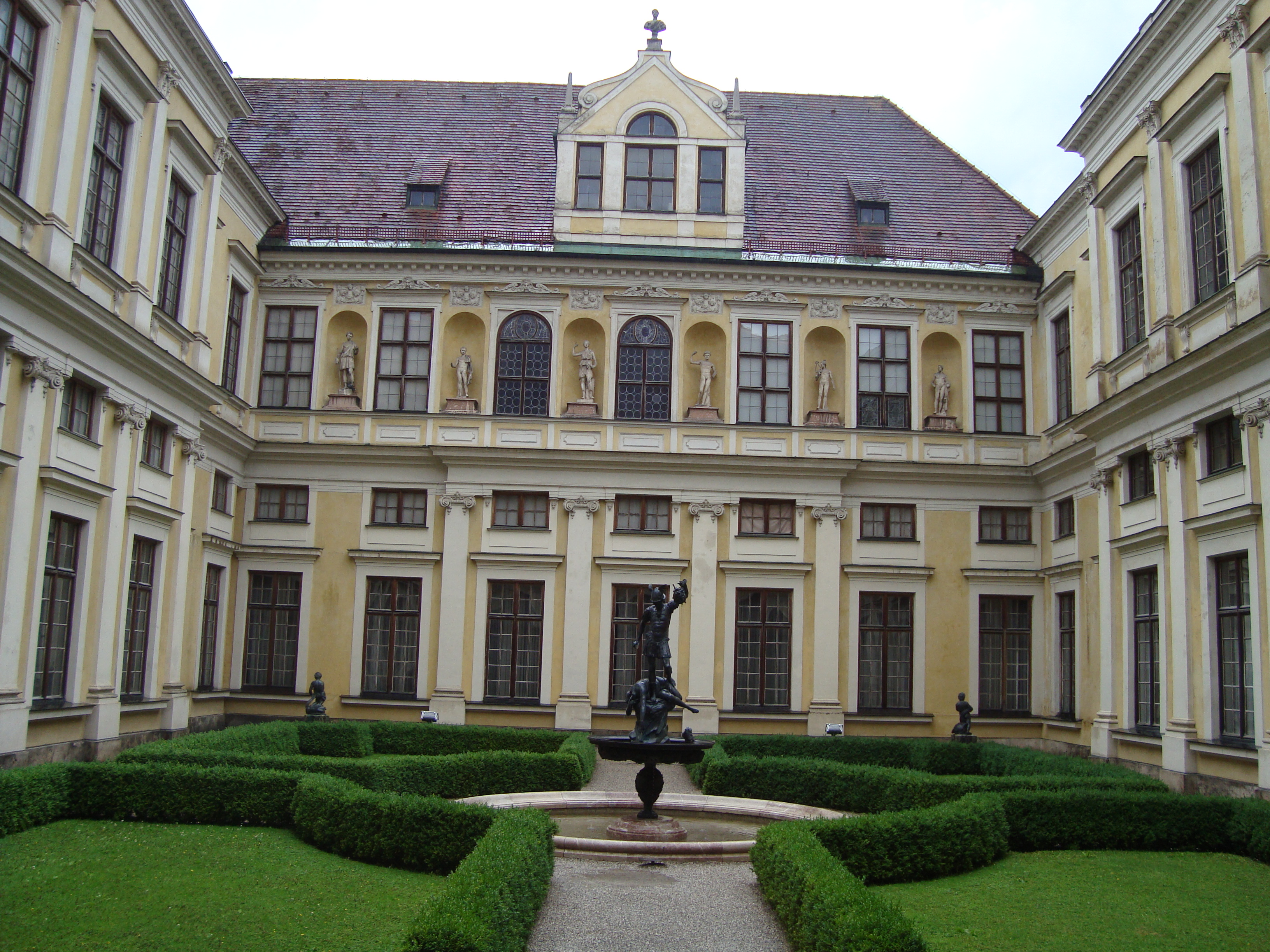
Grottenhof
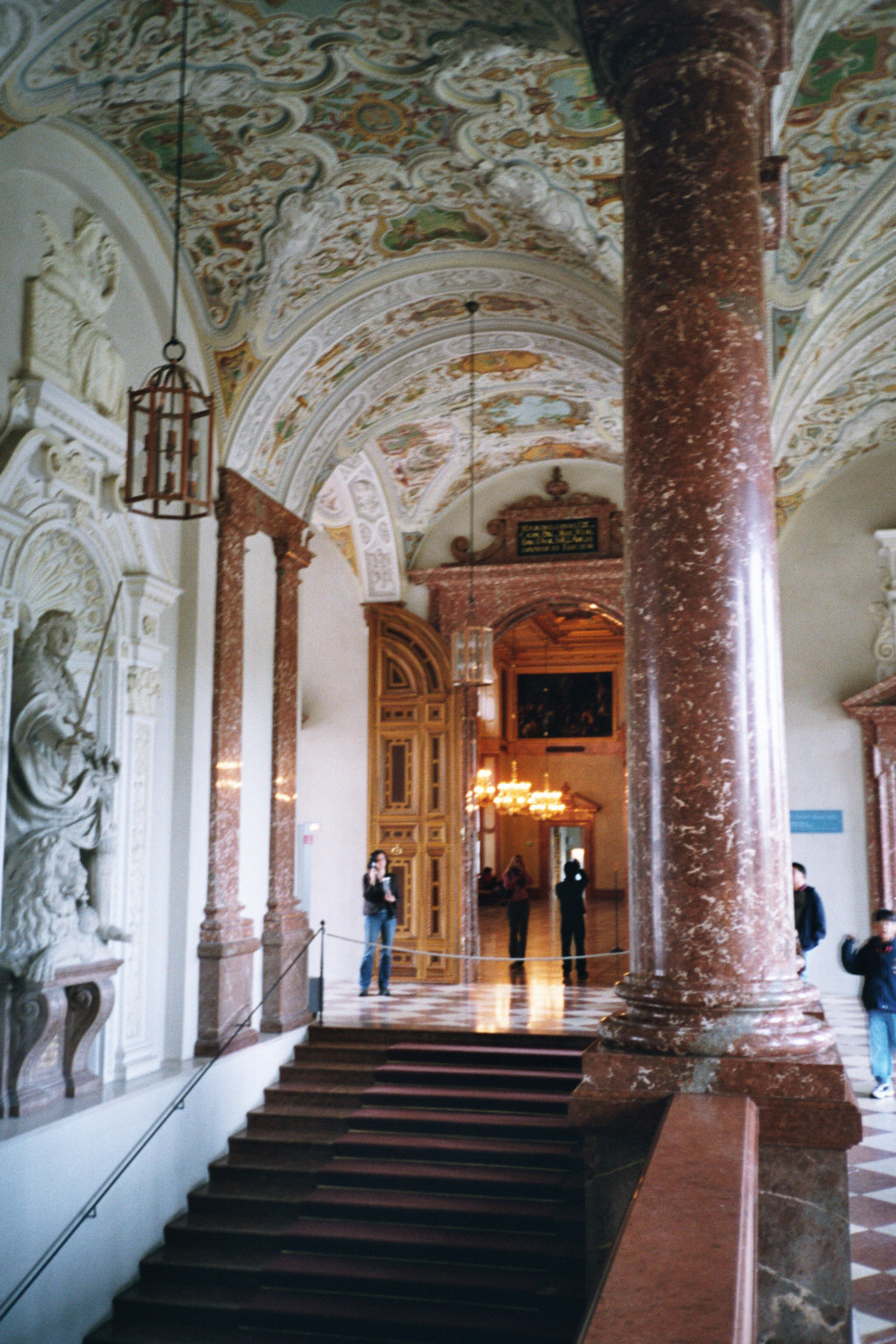
Kaisertreppe
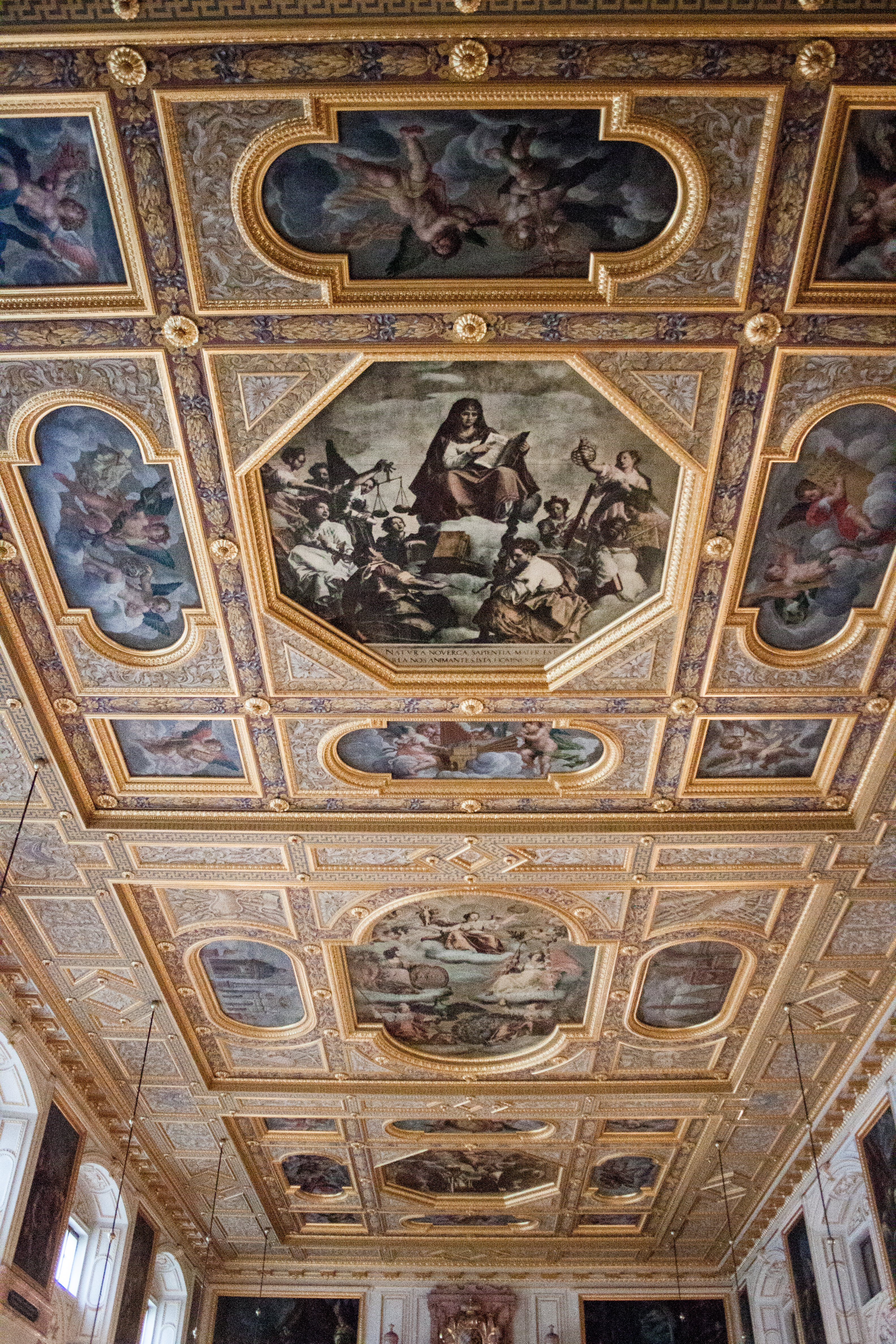
Kaisersaal, strop
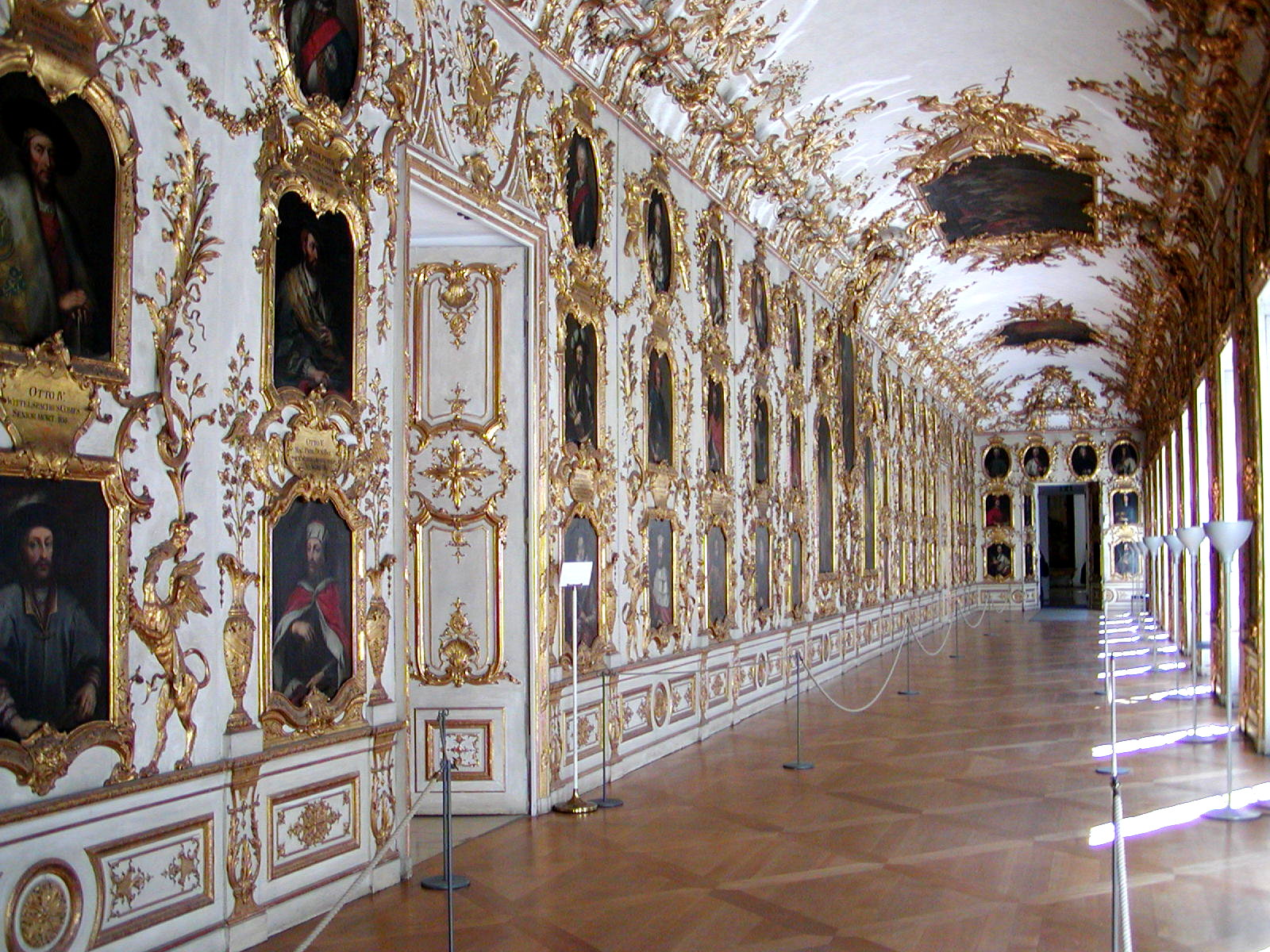
Ahnengalerie
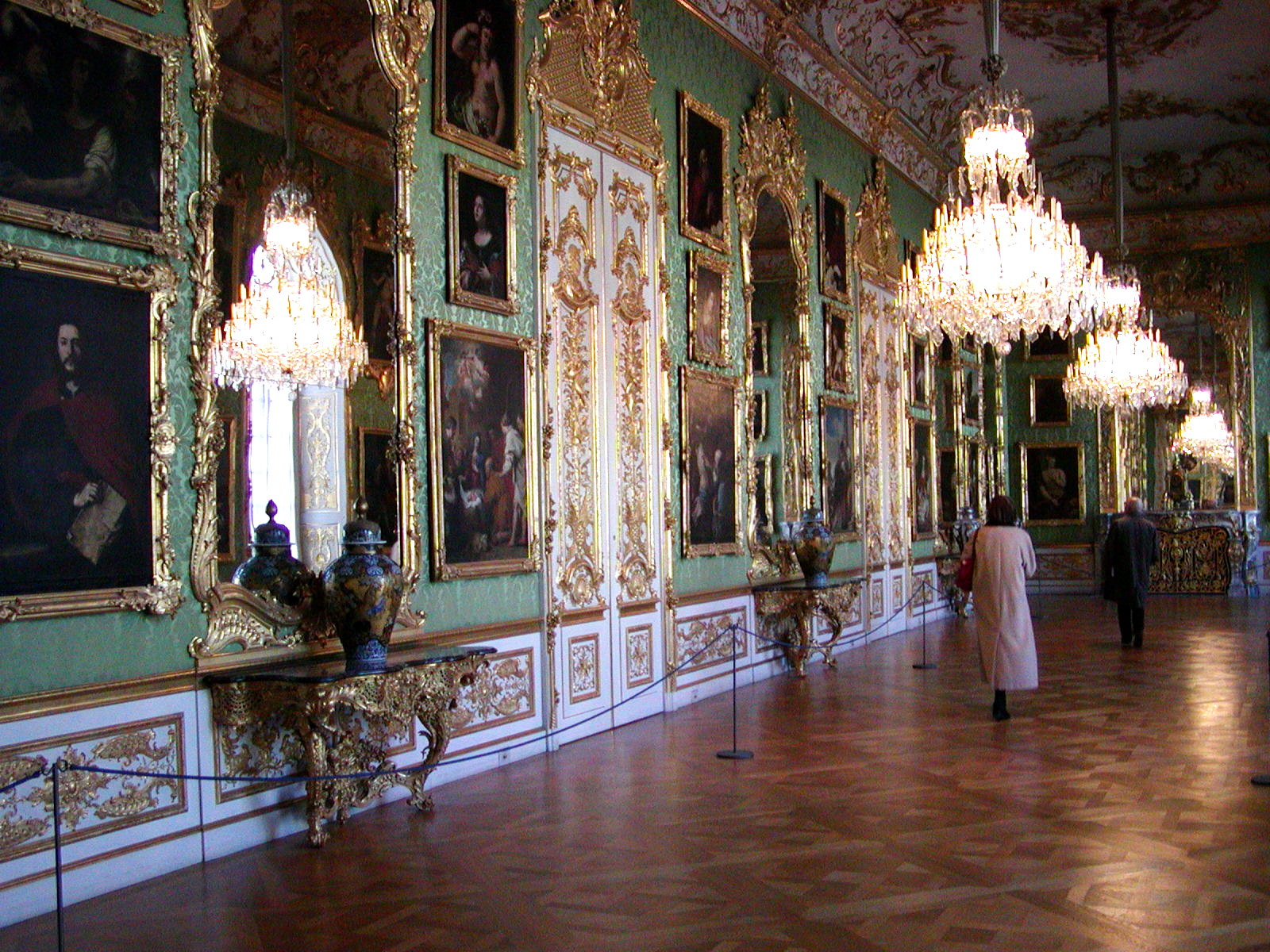
Grüne Galerie
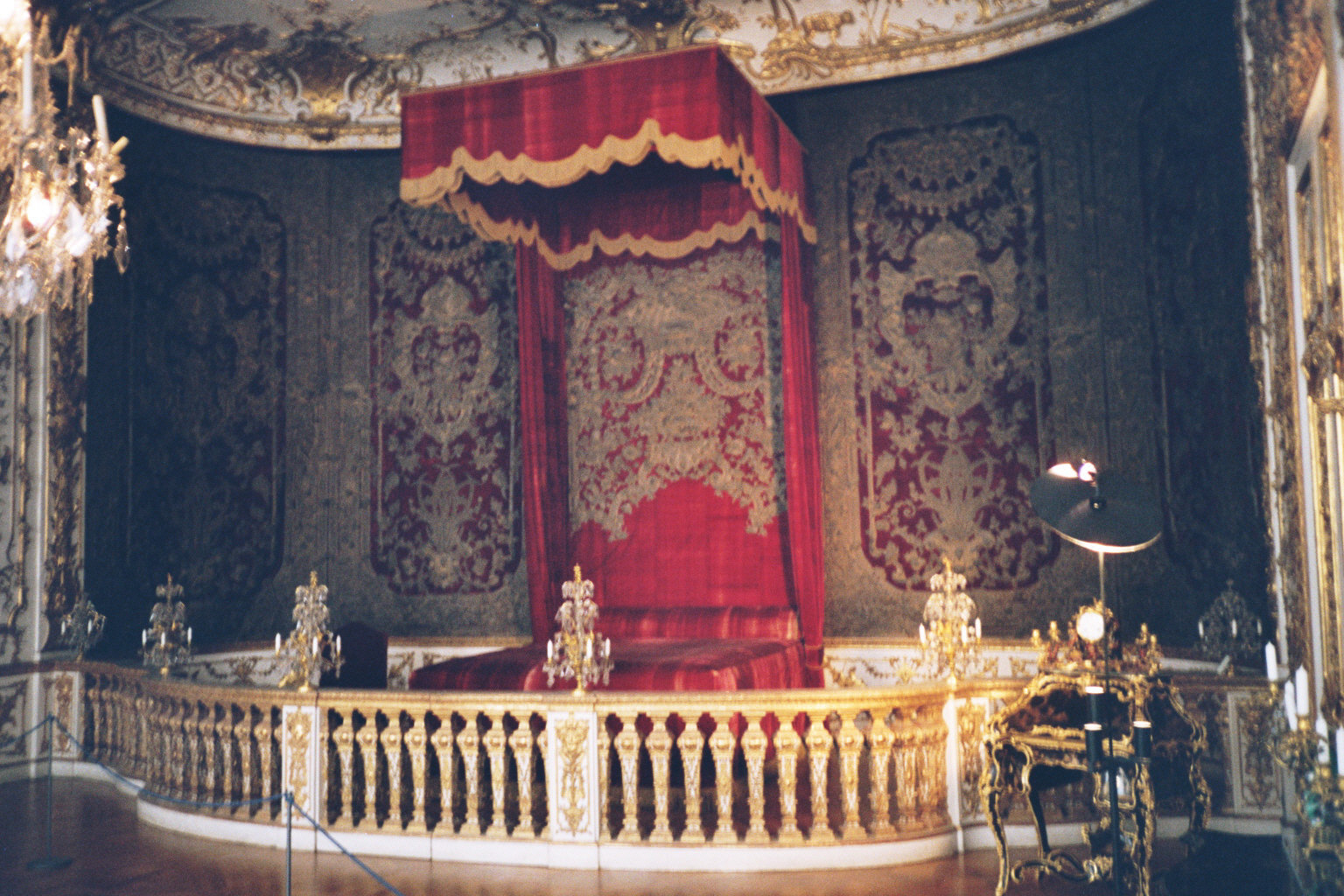
Schlafzimmer
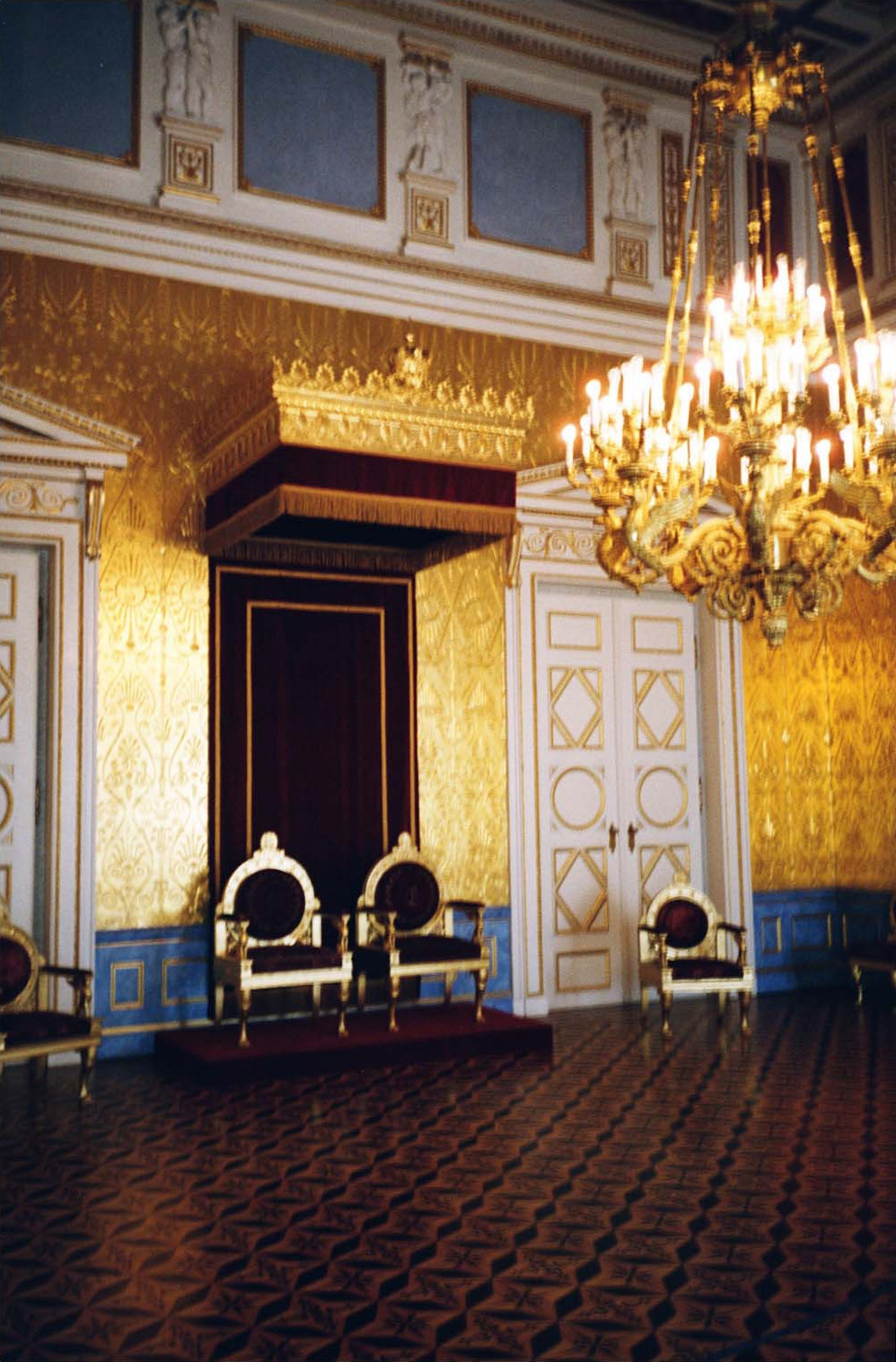
Thronsaal

## Allerheiligen-Hofkirche
Novobyzantský Dvorní kostel Všech svatých, který byl postaven v letech 1826–1837 Leo von Klenzem, je k nahlédnutí při prohlídkové trase po empoře kostela z chodby Všech svatých nebo se do něj může vstoupit portálem z východní strany, od náměstí Marstallplatz.

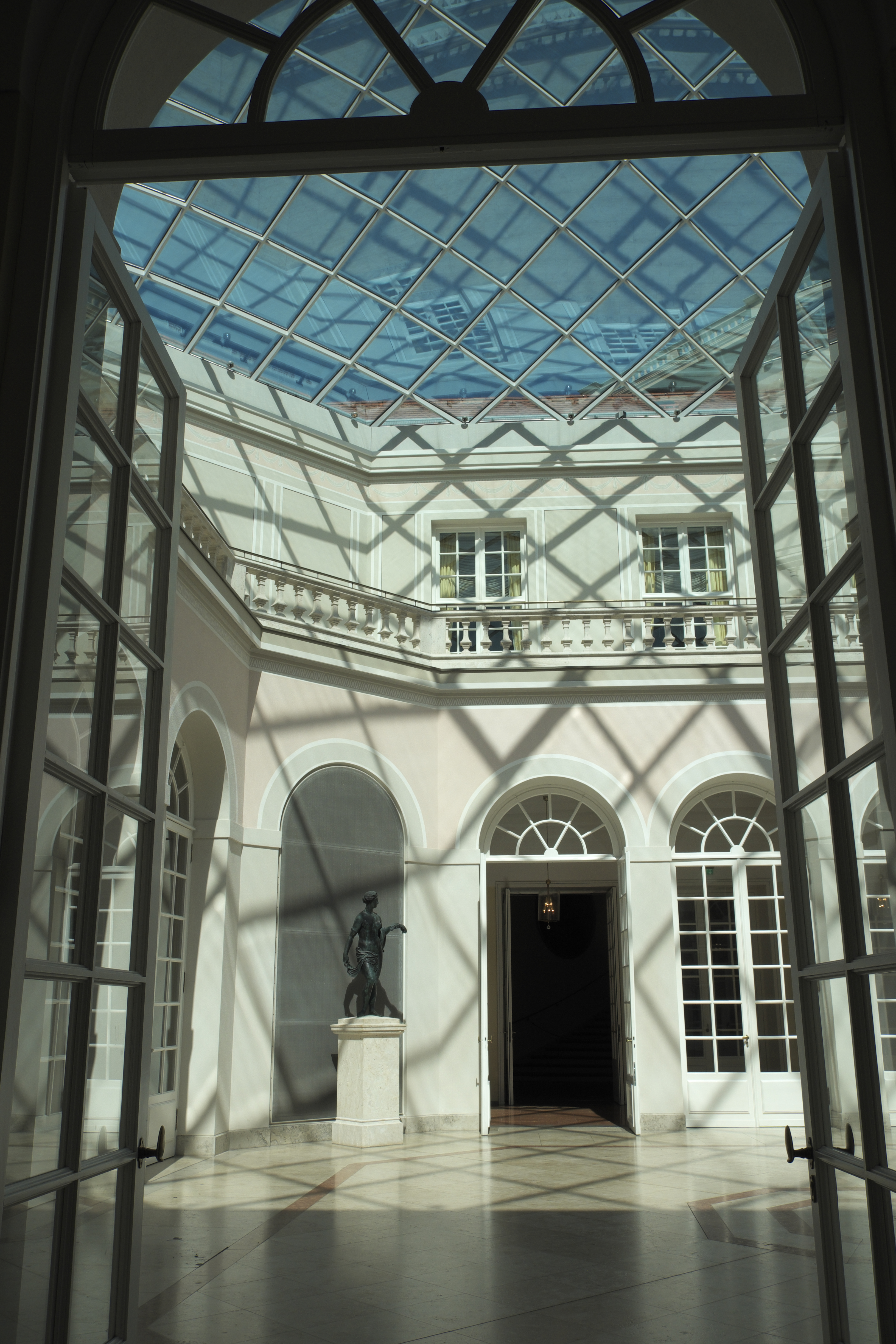
Vchod do divadla

## Cuvilliés-Theater
Divadlo Cuvilliés (dříve Residenztheater) je jedním z nejdůležitějších rokokových divadel. Bylo postaveno v letech 1751–1753 na místě dnešního Residenztheater. Nyní se však nachází v lékárenském patře budovy slavnostních sálů (Festsaalbau) a je přístupné pouze samostatně z nádvoří Brunnenhof.